# Liste des cantons du Loiret

Carte des cantons du Loiret, issue du décret du 25 février 2014

La liste des cantons du Loiret valides à compter des élections de 2015 est définie par le décret du 25 février 2014. Elle est détaillée dans le tableau suivant, classé par arrondissement. Le département français du Loiret (région Centre-Val de Loire)  comprend désormais 21 cantons.
Ce nouveau découpage entre en vigueur à compter du prochain renouvellement général des assemblées départementales suivant la publication du décret, soit en décembre 2015.

## Histoire
Depuis la création du département en 1790, le découpage cantonal du Loiret a subi plusieurs changements notables. Le nombre de cantons est passé successivement de 59 en 1790 à 31 en 1801, 29 en 1806, 37 en 1973, 41 en 1982 et 21 en 2015.

## Redécoupage cantonal de 2014
Dans la poursuite de la réforme territoriale engagée en 2010, l'Assemblée nationale adopte définitivement le 17 avril 2013 la réforme du mode de scrutin pour les élections départementales destinée à garantir la parité hommes/femmes. Les lois (loi organique 2013-402 et loi 2013-403) sont promulguées le 17 mai 2013. Un nouveau découpage territorial est défini par décret du 25 février 2014 pour le département du Loiret. Celui-ci entre en vigueur lors du premier renouvellement général des assemblées départementales suivant la publication du décret, soit en mars 2015. Les conseillers départementaux sont élus au scrutin majoritaire binominal mixte. Les électeurs de chaque canton éliront au Conseil départemental, nouvelle appellation des Conseils généraux, deux membres de sexe différent, qui se présenteront en binôme de candidats. Les conseillers départementaux seront élus pour 6 ans au scrutin binominal majoritaire à deux tours, l'accès au second tour nécessitant 10 % des inscrits au 1er tour. En outre la totalité des conseillers départementaux est renouvelée.
Ce nouveau mode de scrutin nécessite un redécoupage des cantons dont le nombre est divisé par deux avec arrondi à l'unité impaire supérieure si ce nombre n'est pas entier impair et avec des conditions de seuils minimaux. Dans le Loiret le nombre de cantons passe ainsi de 41 à 21.
Les critères du remodelage cantonal sont les suivants : le territoire de chaque canton doit être défini sur des bases essentiellement démographiques, le territoire de chaque canton doit être continu et les communes de moins de 3 500 habitants sont entièrement comprises dans le même canton. Il n’est fait référence, ni aux limites des arrondissements, ni à celles des circonscriptions législatives.
Conformément à de multiples décisions du Conseil constitutionnel depuis 1985 et notamment  sa décision no 2010-618 DC du 9 décembre 2010, il est admis que le principe d’égalité des électeurs au regard des critères démographiques est respecté lorsque le ratio conseiller/habitant de la circonscription est compris dans une fourchette de 20 % de part et d'autre du ratio moyen conseiller/habitant du département. Pour le département du Loiret, la population de référence est la population légale en vigueur au 1er janvier 2013, à savoir la population millésimée 2010, soit 656 105 habitants. Avec 21 cantons la population moyenne par conseiller départemental est de 31 243 habitants. Ainsi la population de chaque nouveau canton doit-elle être comprise entre 24 994 habitants et 37 492 habitants pour respecter le principe de l'égalité citoyenne au vu des critères démographiques.

### Composition détaillée
| N° | Nom du Canton           | Code Insee | Bureau centralisateur   | Population municipale(2022) | Nombre de communes entières | Communes composant le canton |
| -- | ----------------------- | ---------- | ----------------------- | --------------------------- | --------------------------- | --- |
| 1  | Beaugency               | 4501       | Beaugency               | 27 064                      | 13                          | Baccon, Baule, Beaugency, Cléry-Saint-André, Cravant, Dry, Jouy-le-Potier, Lailly-en-Val, Mareau-aux-Prés, Messas, Mézières-lez-Cléry, Tavers, Villorceau. |
| 2  | Châlette-sur-Loing      | 4502       | Châlette-sur-Loing      | 32 858                      | 6                           | Amilly, Cepoy, Châlette-sur-Loing, Conflans-sur-Loing, Corquilleroy, Paucourt. |
| 3  | Châteauneuf-sur-Loire   | 4503       | Châteauneuf-sur-Loire   | 32 276                      | 14                          | Bouzy-la-Forêt, Châteauneuf-sur-Loire, Combreux, Darvoy, Donnery, Fay-aux-Loges, Ingrannes, Jargeau, Saint-Denis-de-l'Hôtel, Saint-Martin-d'Abbat, Seichebrières, Sully-la-Chapelle, Sury-aux-Bois, Vitry-aux-Loges. |
| 4  | Courtenay               | 4504       | Courtenay               | 36 957                      | 41                          | Bazoches-sur-le-Betz, Le Bignon-Mirabeau, Chantecoq, La Chapelle-Saint-Sépulcre, Château-Renard, Chevannes, Chevry-sous-le-Bignon, Chuelles, Corbeilles, Courtemaux, Courtempierre, Courtenay, Dordives, Douchy-Montcorbon, Ervauville, Ferrières-en-Gâtinais, Fontenay-sur-Loing, Foucherolles, Girolles, Gondreville, Griselles, Gy-les-Nonains, Louzouer, Melleroy, Mérinville, Mignères, Mignerette, Nargis, Pers-en-Gâtinais, Préfontaines, Rozoy-le-Vieil, Saint-Firmin-des-Bois, Saint-Germain-des-Prés, Saint-Hilaire-les-Andrésis, Sceaux-du-Gâtinais, La Selle-en-Hermoy, La Selle-sur-le-Bied, Thorailles, Treilles-en-Gâtinais, Triguères, Villevoques. |
| 5  | La Ferté-Saint-Aubin    | 4505       | La Ferté-Saint-Aubin    | 30 798                      | 7 + fraction Orléans        | 1° Les communes suivantes : Ardon, La Ferté-Saint-Aubin, Ligny-le-Ribault, Marcilly-en-Villette, Ménestreau-en-Villette, Saint-Cyr-en-Val, Sennely. 2° La partie de la commune d'Orléans non incluse dans les cantons d'Orléans-1, d'Orléans-2, d'Orléans-3 et d'Orléans-4. |
| 6  | Fleury-les-Aubrais      | 4506       | Fleury-les-Aubrais      | 34 578                      | 7                           | Chanteau, Fleury-les-Aubrais, Loury, Marigny-les-Usages, Rebréchien, Traînou, Vennecy. |
| 7  | Gien                    | 4507       | Gien                    | 33 723                      | 26                          | Adon, Autry-le-Châtel, Batilly-en-Puisaye, Beaulieu-sur-Loire, Boismorand, Bonny-sur-Loire, Breteau, Briare, La Bussière, Cernoy-en-Berry, Champoulet, Châtillon-sur-Loire, Les Choux, Dammarie-en-Puisaye, Escrignelles, Faverelles, Feins-en-Gâtinais, Gien, Langesse, Le Moulinet-sur-Solin, Nevoy, Ousson-sur-Loire, Ouzouer-sur-Trézée, Pierrefitte-ès-Bois, Saint-Firmin-sur-Loire, Thou. |
| 8  | Lorris                  | 4508       | Lorris                  | 27 348                      | 38                          | Aillant-sur-Milleron, Auvilliers-en-Gâtinais, Beauchamps-sur-Huillard, Bellegarde, Chailly-en-Gâtinais, La Chapelle-sur-Aveyron, Chapelon, Le Charme, Châtenoy, Châtillon-Coligny, Cortrat, Coudroy, La Cour-Marigny, Dammarie-sur-Loing, Fréville-du-Gâtinais, Ladon, Lorris, Mézières-en-Gâtinais, Montbouy, Montcresson, Montereau, Moulon, Nesploy, Nogent-sur-Vernisson, Noyers, Oussoy-en-Gâtinais, Ouzouer-des-Champs, Ouzouer-sous-Bellegarde, Presnoy, Pressigny-les-Pins, Quiers-sur-Bezonde, Saint-Hilaire-sur-Puiseaux, Saint-Maurice-sur-Aveyron, Sainte-Geneviève-des-Bois, Thimory, Varennes-Changy, Vieilles-Maisons-sur-Joudry, Villemoutiers. |
| 9  | Le Malesherbois         | 4509       | Le Malesherbois         | 36 641                      | 49                          | Ascoux, Augerville-la-Rivière, Aulnay-la-Rivière, Auxy, Barville-en-Gâtinais, Batilly-en-Gâtinais, Beaune-la-Rolande, Boësses, Boiscommun, Bondaroy, Bordeaux-en-Gâtinais, Bouilly-en-Gâtinais, Bouzonville-aux-Bois, Boynes, Briarres-sur-Essonne, Bromeilles, Chambon-la-Forêt, Chilleurs-aux-Bois, Courcelles, Courcy-aux-Loges, Desmonts, Dimancheville, Échilleuses, Égry, Escrennes, Estouy, Gaubertin, Givraines, Grangermont, Juranville, Laas, Lorcy, Le Malesherbois, Mareau-aux-Bois, Marsainvilliers, Montbarrois, Montliard, Nancray-sur-Rimarde, La Neuville-sur-Essonne, Nibelle, Ondreville-sur-Essonne, Orville, Puiseaux, Ramoulu, Saint-Loup-des-Vignes, Saint-Michel, Santeau, Vrigny, Yèvre-la-Ville. |
| 10 | Meung-sur-Loire         | 4510       | Meung-sur-Loire         | 36 911                      | 32                          | Artenay, Le Bardon, Boulay-les-Barres, Bricy, Bucy-le-Roi, Bucy-Saint-Liphard, Cercottes, Chaingy, La Chapelle-Onzerain, Charsonville, Chevilly, Coinces, Coulmiers, Épieds-en-Beauce, Gémigny, Gidy, Huêtre, Huisseau-sur-Mauves, Lion-en-Beauce, Meung-sur-Loire, Patay, Rouvray-Sainte-Croix, Rozières-en-Beauce, Ruan, Saint-Ay, Saint-Péravy-la-Colombe, Saint-Sigismond, Sougy, Tournoisis, Trinay, Villamblain, Villeneuve-sur-Conie. |
| 11 | Montargis               | 4511       | Montargis               | 30 131                      | 9                           | Chevillon-sur-Huillard, Lombreuil, Montargis, Mormant-sur-Vernisson, Pannes, Saint-Maurice-sur-Fessard, Solterre, Villemandeur, Vimory. |
| 12 | Olivet                  | 4512       | Olivet                  | 32 344                      | 3                           | Olivet, Saint-Hilaire-Saint-Mesmin, Saint-Pryvé-Saint-Mesmin. |
| 13 | Orléans-1               | 4513       | Orléans                 | 24 434                      | fraction Orléans            | Partie de la commune d'Orléans située à l'ouest d'une ligne définie par l'axe des voies et limites suivantes : depuis la limite territoriale de la commune de Saint-Jean-de-la-Ruelle, rue des Hauts-Champs, boulevard de Châteaudun, rue de Loigny, place Dunois, rue du Maréchal-Foch, rue de Lahire, rue Caban, rue du Faubourg-Bannier, rue Louis-Pasteur, rue de la Gare, avenue de Paris, boulevard de Verdun, place d'Arc, boulevard Alexandre-Martin, rue du Faubourg-Saint-Vincent, boulevard Pierre-Segelle, boulevard Aristide-Briand, rue des Bouteilles, rue du Bourdon-Blanc, rue Dupanloup, rue Paul-Belmondo, place Sainte-Croix, rue Jeanne-d'Arc, rue Royale, pont George-V, quai de Prague, avenue de Trévise, avenue Roger-Secrétain, avenue du Champ-de-Mars, sentier des Tourelles, jusqu'à la limite territoriale de la commune de Saint-Pryvé-Saint-Mesmin. |
| 14 | Orléans-2               | 4514       | Orléans                 | 26 930                      | fraction Orléans            | Partie de la commune d'Orléans située : 1° Au sud d'une ligne définie par l'axe des voies et limites suivantes : depuis la limite territoriale de la commune de Saint-Pryvé-Saint-Mesmin, sentier des Tourelles, avenue du Champ-de-Mars, avenue Roger-Secrétain, avenue de Trévise, quai de Prague, pont George-V, cours fluvial de la Loire, jusqu'à la limite territoriale de la commune de Saint-Jean-le-Blanc ; 2° Au nord d'une ligne définie par l'axe des voies et limites suivantes : depuis la limite territoriale de la commune d'Ardon, allée de la Pomme-de-Pin, rue Ambroise-Paré, avenue de l'Hôpital, rue Romain-Rolland, avenue de la Bolière, avenue du Président-John-Fitzgerald-Kennedy, avenue Voltaire, avenue Denis-Diderot, avenue de la Recherche-Scientifique, jusqu'à la limite territoriale de la commune de Saint-Cyr-en-Val.                          |
| 15 | Orléans-3               | 4515       | Orléans                 | 36 194                      | 2 + fraction Orléans        | 1° Les communes suivantes : Ormes, Saran. 2° La partie de la commune d'Orléans située au nord et à l'ouest d'une ligne définie par l'axe des voies et limites suivantes : depuis la limite territoriale de la commune de Saint-Jean-de-la-Ruelle, rue des Hauts-Champs, boulevard de Châteaudun, rue de Loigny, place Dunois, rue du Maréchal-Foch, rue de Lahire, rue Caban, rue du Faubourg-Bannier, rue Louis-Pasteur, rue de la Gare, avenue de Paris, rue des Sansonnières, boulevard de Québec, ligne de chemin de fer, jusqu'à la limite territoriale de la commune de Fleury-les-Aubrais. |
| 16 | Orléans-4               | 4516       | Orléans                 | 36 648                      | fraction Orléans            | Partie de la commune d'Orléans située au nord et à l'est d'une ligne définie par l'axe des voies et limites suivantes : depuis la limite territoriale de la commune de Saint-Jean-le-Blanc, cours fluvial de la Loire, pont George-V, rue Royale, rue Jeanne-d'Arc, place Sainte-Croix, rue Paul-Belmondo, rue Dupanloup, rue du Bourdon-Blanc, rue des Bouteilles, boulevard Aristide-Briand, boulevard Pierre-Segelle, boulevard Alexandre-Martin, place d'Arc, boulevard de Verdun, avenue de Paris, rue des Sansonnières, boulevard de Québec, ligne de chemin de fer, jusqu'à la limite territoriale de la commune de Fleury-les-Aubrais. |
| 17 | Pithiviers              | 4517       | Pithiviers              | 33 018                      | 35                          | Andonville, Aschères-le-Marché, Attray, Audeville, Autruy-sur-Juine, Bazoches-les-Gallerandes, Boisseaux, Bougy-lez-Neuville, Césarville-Dossainville, Charmont-en-Beauce, Châtillon-le-Roi, Chaussy, Crottes-en-Pithiverais, Dadonville, Engenville, Erceville, Greneville-en-Beauce, Guigneville, Intville-la-Guétard, Jouy-en-Pithiverais, Léouville, Montigny, Morville-en-Beauce, Neuville-aux-Bois, Oison, Outarville, Pannecières, Pithiviers, Pithiviers-le-Vieil, Rouvres-Saint-Jean, Saint-Lyé-la-Forêt, Sermaises, Thignonville, Tivernon, Villereau. |
| 18 | Saint-Jean-de-Braye     | 4518       | Saint-Jean-de-Braye     | 40 972                      | 7                           | Boigny-sur-Bionne, Bou, Chécy, Combleux, Mardié, Saint-Jean-de-Braye, Semoy. |
| 19 | Saint-Jean-de-la-Ruelle | 4519       | Saint-Jean-de-la-Ruelle | 36 938                      | 3                           | La Chapelle-Saint-Mesmin, Ingré, Saint-Jean-de-la-Ruelle. |
| 20 | Saint-Jean-le-Blanc     | 4520       | Saint-Jean-le-Blanc     | 28 874                      | 9                           | Férolles, Ouvrouer-les-Champs, Saint-Denis-en-Val, Saint-Jean-le-Blanc, Sandillon, Sigloy, Tigy, Vannes-sur-Cosson, Vienne-en-Val. |
| 21 | Sully-sur-Loire         | 4521       | Sully-sur-Loire         | 31 426                      | 23                          | Bonnée, Les Bordes, Bray-Saint-Aignan, Cerdon, Coullons, Dampierre-en-Burly, Germigny-des-Prés, Guilly, Isdes, Lion-en-Sullias, Neuvy-en-Sullias, Ouzouer-sur-Loire, Poilly-lez-Gien, Saint-Aignan-le-Jaillard, Saint-Benoît-sur-Loire, Saint-Brisson-sur-Loire, Saint-Florent, Saint-Gondon, Saint-Martin-sur-Ocre, Saint-Père-sur-Loire, Sully-sur-Loire, Viglain, Villemurlin. |
|    |                         |            |                         | 687 063                     | 334                         | |

### Répartition par arrondissement
Contrairement à l'ancien découpage où chaque canton était inclus à l'intérieur d'un seul arrondissement, le nouveau découpage territorial s'affranchit des limites des arrondissements. Certains cantons peuvent être composés de communes appartenant à des arrondissements différents. Dans le département du Loiret, c'est le cas de trois cantons (Lorris, Pithiviers et Sully-sur-Loire).
Le tableau suivant présente la répartition par arrondissement :
| N° | Canton                  | Montargis | Orléans              | Pithiviers | Total                |
| -- | ----------------------- | --------- | -------------------- | ---------- | -------------------- |
| 1  | Beaugency               |           | 13                   |            | 13                   |
| 2  | Châlette-sur-Loing      | 6         |                      |            | 6                    |
| 3  | Châteauneuf-sur-Loire   |           | 14                   |            | 14                   |
| 4  | Courtenay               | 43        |                      |            | 43                   |
| 5  | La Ferté-Saint-Aubin    |           | 7 + fraction Orléans |            | 7 + fraction Orléans |
| 6  | Fleury-les-Aubrais      |           | 7                    |            | 7                    |
| 7  | Gien                    | 26        |                      |            | 26                   |
| 8  | Lorris                  | 37        | 1                    |            | 38                   |
| 9  | Malesherbes             |           |                      | 55         | 55                   |
| 10 | Meung-sur-Loire         |           | 32                   |            | 32                   |
| 11 | Montargis               | 9         |                      |            | 9                    |
| 12 | Olivet                  |           | 3                    |            | 3                    |
| 13 | Orléans-1               |           | fraction Orléans     |            | fraction Orléans     |
| 14 | Orléans-2               |           | fraction Orléans     |            | fraction Orléans     |
| 15 | Orléans-3               |           | 2+ fraction Orléans  |            | 2 + fraction Orléans |
| 16 | Orléans-4               |           | fraction Orléans     |            | fraction Orléans     |
| 17 | Pithiviers              |           | 4                    | 31         | 35                   |
| 18 | Saint-Jean-de-Braye     |           | 7                    |            | 7                    |
| 19 | Saint-Jean-de-la-Ruelle |           | 3                    |            | 3                    |
| 20 | Saint-Jean-le-Blanc     |           | 9                    |            | 9                    |
| 21 | Sully-sur-Loire         | 5         | 19                   |            | 24                   |
|    |                         | 126       | 122                  | 86         | 334                  |